# 藻食三列麗鯛
藻食三列麗鯛，為輻鰭魚綱鱸形目隆頭魚亞目慈鯛科的其中一種，原分布於亞洲敘利亞大馬士革附近的沼澤水塘，體長可達13公分，以藻類及有機碎屑為食，已滅絕。
藻食三列麗鯛曾被认为是锡莫三列丽鲷的亚种或是一个独立的物种，但现时世界鱼类数据库与Catalog of Fishes将该物种视为锡莫三列丽鲷的异名。